# جان جاك كونسيساو
جان جاك كونسيساو مواليد 3 أبريل 1964 في كينشاسا، هو لاعب كرة سلة أنغولي معتزل. بدأ مسيرته الاحترافية في سنة 1982. يبلغ طوله 6 قدم 6.75 بوصة (2.0 م). مثّل منتخب بلاده. شارك في دورة الألعاب الأولمبية الصيفية سنة 1992. حقق المركز الأول في بطولة أمم أفريقيا لكرة السلة 1989. اعتزل اللعب في 2003. دخل قاعة مشاهير الاتحاد الدولي لكرة السلة.

## المسيرة الاحترافية
لعب مع بنفيكا لكرة السلة من سنة 1988 إلى 1996، ثم لعب مع ليموج سي إس بي في الدوري الفرنسي من سنة 1996 إلى 1999، ثم لعب مع بالونكيستو مالقا في الدوري الإسباني في موسم 1999–2000.

## الميداليات
| الميدالية | المسابقة                          |
| --------- | --------------------------------- |
| ذهبية     | بطولة أمم أفريقيا لكرة السلة 1989 |
| ذهبية     | بطولة أمم أفريقيا لكرة السلة 1992 |
| ذهبية     | بطولة أمم أفريقيا لكرة السلة 1993 |
| ذهبية     | بطولة أمم أفريقيا لكرة السلة 1995 |
| ذهبية     | بطولة أمم أفريقيا لكرة السلة 1999 |
| ذهبية     | بطولة أمم أفريقيا لكرة السلة 2001 |
| ذهبية     | بطولة أمم أفريقيا لكرة السلة 2003 |
| فضية      | بطولة أمم أفريقيا لكرة السلة 1983 |
| فضية      | بطولة أمم أفريقيا لكرة السلة 1985 |
| برونزية   | بطولة أمم أفريقيا لكرة السلة 1987 |

## روابط خارجية
- جان جاك كونسيساو على موقع الاتحاد الدولي لكرة السلة (الإنجليزية)
- جان جاك كونسيساو على موقع الدوري الإسباني لكرة السلة (الإسبانية)
- جان جاك كونسيساو على موقع كرة السلة الأوروبية.كوم (الإنجليزية)
- جان جاك كونسيساو على موقع ريلجم (الإنجليزية)
- جان جاك كونسيساو على موقع بروبوليرز (الإنجليزية)
- جان جاك كونسيساو على موقع سبورتس رفرنس (الإنجليزية)
- جان جاك كونسيساو على موقع اللجنة الأولمبية الدولية (الإنجليزية)
- جان جاك كونسيساو على موقع اللجنة الأولمبية الدولية (الإنجليزية)
- جان جاك كونسيساو على موقع أوليمبيديا (الإنجليزية)